# 帕纳约蒂斯·扬纳基斯
帕纳约蒂斯·扬纳基斯（希臘語：Παναγιώτης Γιαννάκης，1959年1月1日—），前希腊著名篮球运动员、教练员，2008年入选欧洲50大篮球巨星。曾任希腊国家男子篮球队、中国国家男子篮球队主教练。

## 教练生涯
- 1997–1998年 希腊国家队
- 2001–2002年 彭利奥尼奥斯(希腊联赛)
- 2002–2006年 马洛西(希腊联赛)
- 2004–2008年 希腊国家队
- 2008–2010年 奥林匹亚科斯(希腊联赛)
- 2012–2013年 利摩日(法国联赛)
- 2013–2014年 中國國家男子籃球隊
- 2017–2018年 塞薩洛尼卡阿里斯(希腊联赛)

## 荣誉

### 球员时代
- 1987年欧锦赛冠军
- 1989年欧锦赛亚军
- 1996年获欧洲联赛冠军
- 7次希腊联赛冠军
- 7次希腊杯冠军
- 希腊国家队得分王(5301分)

### 教练时代
- 2005年欧锦赛冠军（希腊国家队）
- 2006年世锦赛亚军（希腊国家队）